# Хосе Анхел Ирибар
Хосе Анхел Ирибар Кортајарена (рођен 1. марта 1943), надимка El Chopo („ Топола “), шпански је бивши фудбалски голман и тренер.
Скоро целу каријеру је играо за Атлетик Билбао, за који је одиграо преко 600 званичних утакмица током 18 сезона Ла Лиге, освојивши две велике титуле.
Ирибар је представљао шпанску репрезентацију у Купу нација 1964. и Светском купу 1966. године, победивши на купу нација.